# Corhiza sociabilis
Corhiza sociabilis är en nässeldjursart som beskrevs av Wilfrid Arthur Millard 1980. Corhiza sociabilis ingår i släktet Corhiza och familjen Halopterididae. Inga underarter finns listade i Catalogue of Life.